# هانا رالف
هانا رالف (انگلیسی: Hanna Ralph؛ ۲۵ سپتامبر ۱۸۸۸ – ۲۵ مارس ۱۹۷۸) هنرپیشه اهل آلمان بود. وی بین سال‌های ۱۹۱۳ تا ۱۹۵۲ میلادی فعالیت می‌کرد.
از فیلم‌هایی که وی در آنها نقش داشته‌است می‌توان به نیبه‌لونگ‌ها، فاوست، هلنا و برادران کارامازوف اشاره کرد.